# تپوزتکاتل

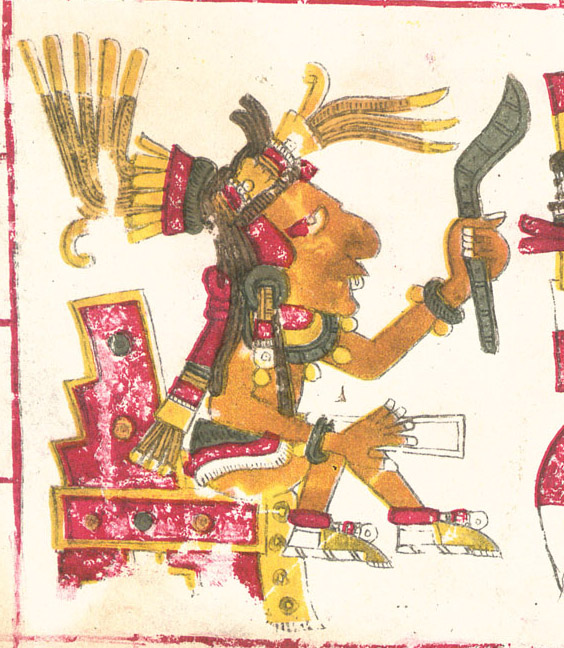
تپوزتکاتل

تپوزتکاتل یا تزکاتزون تکاتل، در اساطیر آزتک، ایزد پولکوئه [نوعی مشروب الکلی شیری رنگ خاص مکزیک]، و همین‌طور ایزد مستی و باروری بود. این ایزد همچنین با نام تقویمی خویش، یعنی اومتوچتلی (به معنای دو خرگوش) نیز، شناخته می‌شد. او یکی از همسران مایاهوئل است، که ماسک آواتاری شوچیکتسال محسوب می‌شود.
بر طبق افسانه‌های آزتکی، تپوزتکاتل یکی از سنتسون توتوچتین‌ها به‌شمار می‌رفت که چهار صد نفر کودکان مایاهوئل، الهه گیاه صباره یا عود آمریکایی، و پاتکتال، خدای کشف‌کننده فرایند تخمیر، بودند. تپوزتکاتل به عنوان یکی از ایزدان پولکوئه (مشروب زرد مکزیکی)، با مراسم و آئین‌های باروری و همین‌طور با ایزد تالوک همراهی داشت. تپوزتکاتل همچنین با باد نیز، همراه بود و از این رو نام وی را به عنوان نامی جایگزین به جای اهه کاکونه، و به صورت پسر باد هم نوشته‌اند.
تپوزتکاتل در مستندات مندوزا در حال حمل نمودن تبر مسی، به تصویر کشیده شده‌است.
ال تپوزتکو، در ایالت مکزیکی مورلوس، یک سایت باستان‌شناسی است که به نام ایزد تپوزتکاتل، نامیده شده‌است. این مکان، برای زوار (زائران)، مکان مقدسی بوده که از آنجا به چیاپاس و گواتمالا می‌رفته‌اند. این محل به صورت هرم کوچکی، بر روی یک سکّو یا پلت فرم، به ارتفاع نه و نیم (۹٫۵) متر ساخته شده‌است و بر روی کوهی واقع است که نسبت به شهر تپوزتلان [که نام آن نیز، احتمالاً از همین ایزد گرفته شده‌است]، اشراف دارد.